# Zöblitz
Zöblitz je grad u okrugu Erzgebirgskreis, u Slobodnoj državi Saskoj, Njemačka. Nalazi se na Rudnoj gori, 5 km istočno od Marienberga, i 30 km jugoistočno od Chemnitza. Od 31. prosinca 2012. dio je Marienberga.

## Vanjske poveznice
|  | Zajednički poslužitelj ima još gradiva o temi Zöblitz |

- Službene stranice